# Muelas de los Caballeros
Muelas de los Caballeros is een gemeente in de Spaanse provincie Zamora in de regio Castilië en León met een oppervlakte van 71,58 km². Muelas de los Caballeros telt 188 inwoners (1 januari 2016).

## Demografische ontwikkeling
Bron: INE, 1857-2011: volkstellingen
Opm.: In 1857 werd de gemeente Gramedo aangehecht; in 1967 werd de gemeente Donado aangehecht